# WASP-43
WASP-43 eller Gnomon är en ensam stjärna i den södra delen av stjärnbilden Sextanten. Den har en skenbar magnitud av ca 12,4 och kräver ett  teleskop för att kunna observeras. Baserat på parallax enligt Gaia Data Release 3 på ca 11,47 mas, beräknas den befinna sig på ett avstånd på ca 284 ljusår 87 parsek) från solen. Den rör sig närmare solen med en heliocentrisk radialhastighet på ca -3,4 km/s.

## Observation
WASP-43 observerades först av det planetsökande SuperWASP-projektet mellan januari och maj 2009. Det fastställdes utifrån insamlade data att WASP-43 potentiellt skulle kunna vara värd för en transiterande planet kring värdstjärnan sett från jorden. Senare observationer av både WASP-South och SuperWASP-North sektionerna av SuperWASP mellan januari och maj 2010 gav totalt 13 768 datapunkter.
Forskare beräknade från data en 0,81-dygns omloppsbana för en möjlig planet och följde upp med observationer med CORALIE-spektrografen på Leonhard Euler-teleskopet vid Chiles La Silla-observatorium. CORALIE gav mätningar av radiella hastighet som tydde på att WASP-43 omkretsas av en planet med en massa av 1,8 gånger Jupiters massa, nu kallad WASP-43b. En annan uppföljning med TRAPPIST-teleskopet definierade ytterligare ljuskurvan för objektet som passerar WASP-43.
WASP-43bs upptäckt rapporterades den 15 april 2011 i tidskriften Astronomy and Astrophysics.

## Nomenklatur
Beteckningen WASP-43 anger att detta var den 43:e stjärnan som observerats med en planet av Wide Angle Search for Planets.
I augusti 2022 ingick WASP-43 bland 20 stjärnor som skulle namnges av det tredje NameExoWorlds-projektet. De godkända namnen, föreslagna av ett team från Rumänien, tillkännagavs i juni 2023. WASP-43 gavs namnet Gnomon och dess planet heter Astrolábos, efter gnomon och det grekiska ordet för astrolabium.

## Egenskaper
WASP-43 är en orange till gul stjärna i huvudserien av spektralklass K7 V Den har en massa som är ca 0,72 solmassor, en radie på ca 0,67 solradier och har en effektiv temperatur av ca 4 600 K. Stjärnan har något lägre halt av järn än solen, med en uppmätt metallicitet på [Fe/H] = -0,05 (89 procent av den som uppmätts i solen). Men i allmänhet har stjärnan en något större mängd metaller än solen. Ett anmärkningsvärt undantag är litium, som inte finns i WASP-43:s spektrum, som också anger att WASP-43 är en aktiv stjärna.

## Planetsystem
WASP-43b är en het Jupiter med en massa som är 1,78 gånger Jupiters massa och en radie som är 0,93 gånger Jupiters radie. Exoplaneten kretsar runt värdstjärnan med en period av 0,813475 dygn (19,5234 timmar) på ett avstånd av 0,0142 AE, den snävaste omloppsbana som hittills hittats vid tiden för planetens upptäckt. WASP-43:s ovanligt låga massa står för WASP-43b:s snäva omloppsbana. Eftersom planeter med omloppsbana runt stjärnor som WASP-43 vanligtvis inte observeras, anger modeller att planeter som WASP-43b antingen är ovanliga eller har kort livslängd orsakade av en inskränkning av dess bana. WASP-43b har en densitet på 2,20 g/cm3.
| Planet         | Massa            | Halv storaxel (AE) | Siderisk omloppstid (d)   | Excentricitet | Inklination | Radie            |
| -------------- | ---------------- | ------------------ | ------------------------- | ------------- | ----------- | ---------------- |
| b / Astrolábos | 2,054 ± 0,055 MJ | 0,0142             | 0,813474229 ± 0,000000047 | <0,03         | 82,5°       | 1,049 ± 0,014 RJ |